# Jyn Erso
Jyn Erso es un personaje ficticio de la franquicia Star Wars, interpretado por Felicity Jones en la película Rogue One de 2016. Jyn ayuda a la Alianza Rebelde en un intento desesperado por robar los planos de la Estrella de la Muerte, un arma del Imperio Galáctico con poder suficiente para destruir un planeta entero. El personaje fue presentado cuando era niña en la novela precuela de 2016 Catalyst de James Luceno. 

## Personaje

### Orígenes
El director creativo de Industrial Light & Magic, John Knoll, acreditado por la historia de Rogue One, le dijo a Vanity Fair en 2016 que concibió la trama de la película mientras trabajaba como supervisor de efectos visuales en la película de 2005 Star Wars: Episodio III – La venganza de los Sith. Al escuchar sobre el desarrollo de una serie de televisión de Star Wars de acción en vivo, concibió una historia, inspirada en un punto de la trama mencionado en el texto inicial de la película original de 1977 Star Wars, que eventualmente se convertiría en Rogue One. Knoll imaginó a Jyn como una protagonista femenina que podría ser una inspiración para sus hijas.

### Representación
En enero de 2015, The Hollywood Reporter declaró que numerosas actrices, incluidas Tatiana Maslany, Rooney Mara y Felicity Jones, estaban siendo probadas para el papel principal en Rogue One, la primera película independiente de Star Wars. En febrero de 2015, se informó que Jones estaba en conversaciones finales para protagonizar la película,  y su casting oficial se anunció el 12 de marzo de 2015. 

### Descripción
Jyn es la hija de Galen Erso, un científico obligado por el Imperio a desarrollar su superarma Estrella de la Muerte. La joven Jyn escapa cuando Galen es capturado y su esposa Lyra es asesinada por las fuerzas imperiales. Ella crece bajo la vigilancia del "militante extremista" Saw Gerrera, quien también la asesora y entrena en combate militar. Eric Goldman de IGN escribió que ella "levantó un muro descarado y severo para protegerse, gracias a una infancia traumática". Chris Barsanti de PopMatters agregó que la tragedia infantil de Jyn la deja "lo suficientemente cínica y desprovista como para hacerla esperar un tiempo respetable antes de aceptar ayudar a la Alianza Rebelde". Escribiendo para Vanity Fair, Hilary Busis sugirió que con la historia de fondo de Jyn, la película se basaba en "el mayor recurso natural de la franquicia de Star Wars: los problemas de papá".
The Daily Telegraph describió a Jyn como "una heroína pícara al estilo de Han Solo", y Todd McCarthy de The Hollywood Reporter llamó al personaje "una guerrera impulsada por el destino para asumir el poder más poderoso de la galaxia". Chris Nashawaty de Entertainment Weekly describió a Jyn como una "luchadora feroz" y "líder de reunión".  AO Scott escribió en The New York Times que en Rogue One, "las tendencias idealistas de Jedi de Jyn son al principio contrarrestadas por un indicio de Bogart-esque cinismo. Sospecha de los rebeldes y despectiva del Imperio, y tiene sentimientos complicados hacia Saw Gerrera". Peter Travers de Rolling Stone llamó a Jyn "una rebelde nata", y Richard Brody de The New Yorker señaló que "aunque Jyn nunca había exhibido ningún espíritu de revuelta", la unión con Gerrera y los rebeldes da como resultado "la transición de Jyn de un sobreviviente apolítico a un rebelde activo".

## Apariciones

### Novelas
Jyn es presentada en su niñez en la novela precuela Catalyst: A Rogue One Novel de James Luceno, publicada en noviembre de 2016. En la novela, el teniente comandante de la República, Orson Krennic, salva a su viejo amigo Galen Erso y a su familia de un golpe de Estado y recluta a los científicos para desarrollar tecnología energética utilizando cristales kyber que aparentemente se aplicarían con fines altruistas. La investigación es realmente necesaria para la construcción exitosa de la superarma secreta del Emperador Palpatine, la Estrella de la Muerte. Galen y su esposa Lyra comienzan a sospechar de los motivos ocultos de Krennic y conspiran para liberarse a sí mismos y a su hija Jyn de sus garras.
Jyn aparece como el personaje principal en la novela Rebel Rising de Beth Revis. Esta novela tiene lugar entre el prólogo y la narrativa principal de Rogue One. También aparece en la novelización de Rogue One de Alexander Freed.  Saw Gerrera aparece con una Jyn Erso de once años en la novelización de la película Solo: A Star Wars Story. 

### Película

#### Rogue One

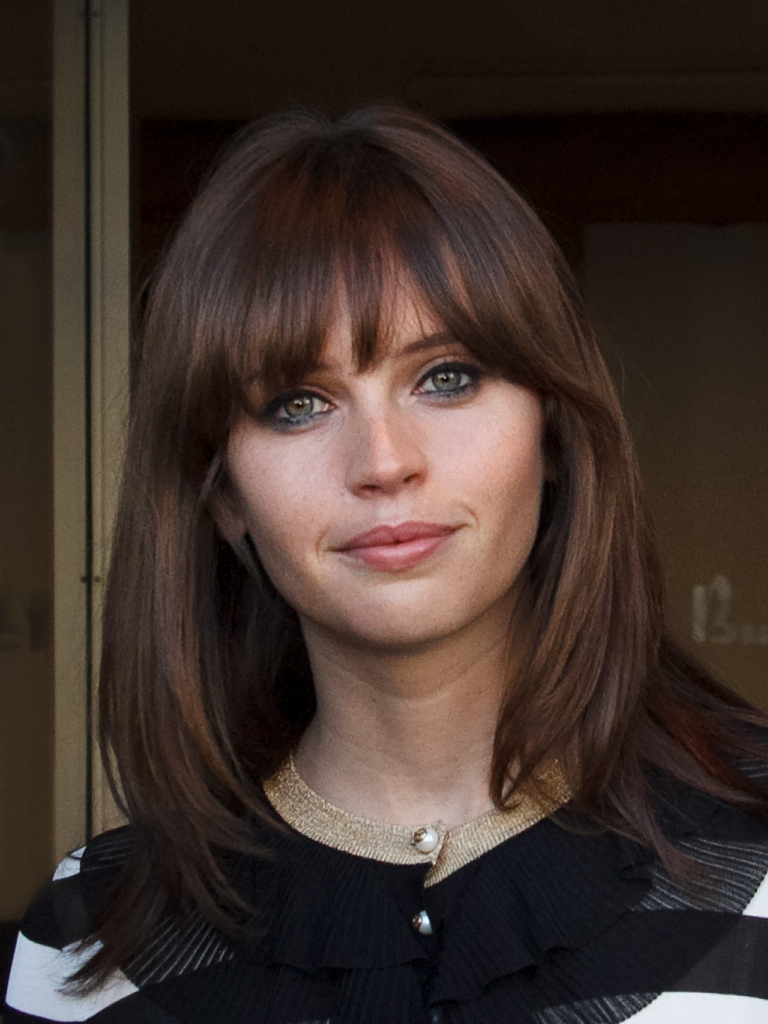
Felicity Jones interpreta a Jyn Erso en Rogue One.

Rogue One se estrenó en diciembre de 2016, con Felicity Jones en el papel de Jyn. En la película, el científico Galen Erso (Mads Mikkelsen) es puesto al servicio del Imperio en contra de su voluntad. Cuando es capturado y su esposa Lyra (Valene Kane) es asesinada, su pequeña hija Jyn escapa y se esconde en el búnker. Más tarde es rescatada por un extremista rebelde llamado Saw Gerrera (Forest Whitaker) que la cuidó después de la captura de Galen.
Quince años después, Jyn está bajo custodia imperial por varios cargos criminales. La Alianza Rebelde la libera al interceptar un transporte de prisioneros en el planeta Wobani. Buscan su ayuda para contactar a Saw Gerrera y persuadirlo de que les entregue la información que ha recibido sobre una nueva y poderosa arma que está desarrollando el Imperio. Acompañada por el agente de inteligencia rebelde Cassian Andor (Diego Luna) y el droide ejecutor imperial reprogramado K-2SO (Alan Tudyk), Jyn viaja a la luna del desierto Jedha y se vuelve a conectar con Saw, quien le muestra un mensaje holográfico que Galen grabó para ella. Galen explica que en secreto le ha dado a la superarma imperial, llamada Estrella de la Muerte, un defecto fatal que puede explotarse para destruirla. Jyn y sus camaradas, junto con el piloto imperial desertor que trajo el mensaje, Bodhi Rook (Riz Ahmed), y un par de guerreros locales, huyen cuando la Estrella de la Muerte del Imperio, una estación de batalla blindada del tamaño de una pequeña luna, destruye Ciudad Jedha.
Rastrean a Galen hasta su centro de investigación en Eadu, donde él y Jyn se reúnen brevemente justo antes de que muera en un ataque rebelde. Galvanizada, Jyn propone una misión para robar los esquemas de la Estrella de la Muerte, almacenados en el planeta Scarif, pero el consejo de líderes rebeldes no lo apoya. Sin embargo, Jyn y un equipo de voluntarios rebeldes se escabullen bajo el indicativo "Rogue One" para infiltrarse en las instalaciones imperiales de Scarif. Ella y Andor logran robar y transmitir los planos, pero la Estrella de la Muerte dispara en el planeta cerca de la base. Jyn y Cassian se abrazan mientras son alcanzados por la colosal onda expansiva de la explosión nuclear y acaban muriendo.

### Serie animada

#### Forces of Destiny
Jyn también aparece en Star Wars Forces of Destiny, una serie web animada que se enfoca en héroes femeninos como la princesa Leia y Ahsoka Tano. En el episodio "The Stranger", Jyn es testigo de cómo los soldados de asalto confiscan el gato de una niña. Jyn interviene, arrebata a la mascota y hace que los soldados de asalto que lo perseguían caigan al desagüe, y luego le devuelve el gato a la niña. Jyn reaparece en la serie en el episodio "Accidental Allies", donde se encuentra con Sabine Wren de Star Wars Rebels. Durante el episodio, Jyn recoge un holomapa robado por Sabine que contiene inteligencia crucial, pero se ve obligada a huir cuando los soldados de asalto confunden a Jyn con el ladrón real. Cuando Sabine se da cuenta de que ha perdido el mapa, ayuda a Jyn a evadir a los soldados de asalto y comparte su propia experiencia de trabajar sola para persuadir a Jyn de que le dé el mapa. Después de reflexionar un poco, Jyn acepta y las mujeres se separan. Jyn reaparece una vez más en el episodio "Jyn's Trade", donde ayuda a un joven ladrón a aprender una valiosa lección de vida. Felicity Jones la expresó en la primera temporada y Helen Sadler en la segunda temporada.

### Trabajos relacionados y merchandising
Jyn es un personaje jugable en el videojuego de acción y disparos de 2015 Star Wars Battlefront, como parte del paquete de expansión de contenido descargable (DLC) de 2016 Rogue One: Scarif.  Su voz es de Helen Sadler.  Jyn también aparece como personaje en el videojuego de estrategia Star Wars: Force Arena.

## Recepción
AO Scott de The New York Times escribió: "Felicity Jones es una excelente adición a la tradición de Star Wars de heroínas de pensamiento rápido y de mente dura". Peter Bradshaw de The Guardian señaló que "Jones sigue la tradición despeinada pero audaz de las protagonistas femeninas de Star Wars, como Carrie Fisher o Daisy Ridley: bien nacida pero determinada, con un sentido de propósito propio de una heredera, si no una princesa". Peter Travers de Rolling Stone llamó a Jones "aplastante" y a su Jyn "una mujer guerrera a la altura de las grandes",  y Justin Chang de Los Angeles Times elogió a Jones por su "ferocidad simpática" en el papel.  David Ehrlich de IndieWire comparó a Jyn con Rey (Ridley) de The Force Awakens, y la describió como "indistinguible de la heroína insípida y valiente del Episodio VII excepto por su desilusión privilegiada".
Chris Nashawaty de Entertainment Weekly llamó a Jyn "el amable modelo a seguir que cualquier padre que va al cine querría exponer a sus hijas (e hijos)", y agregó que "Jones la interpreta con una calidez ardiente que la convierte en algo más que una simple pieza de empeño que atraviesa los ritmos de narración más grandes. Ella la hace humana". Ann Hornaday de The Washington Post escribió que "Jones presenta una heroína convincente, aunque monótonamente seria", señalando el parecido físico de la actriz con Ridley y especulando que sus personajes podrían estar relacionados. Graeme McMillan de The Hollywood Reporter criticó al personaje por su papel pasivo en la trama de la película, llamándola "un vacío donde debería vivir el corazón de la película". McMillan especuló que el personaje era una posible "víctima" de las nuevas tomas de Rogue One. 